# The Simpsons: Testify
The Simpsons: Testify è il terzo album che raccoglie tutti i numeri musicali presentati durante lo show televisivo I Simpson. L'album è stato pubblicato nel 2007.

## Tracce
1. The Simpsons Theme
2. Testify
3. The Very Reason That I Live
4. He's the Man (featuring Shawn Colvin)
5. Stretch Dude and Clobber Girl
6. The Simpsons End Credits Theme
7. Ode to Branson
8. Sold Separately
9. Island of Sirens
10. They'll Never Stop the Simpsons
11. You're a Bunch of Stuff
12. What Do I Think of the Pie?
13. Baby Stink Breath
14. Tastes Like Liberty
15. Jellyfish
16. Homer & Marge (Love goes on) (featuring "Weird Al" Yankovic)
17. Everybody Hates Ned Flanders medley (featuring David Byrne)
18. I Love To Walk (featuring Steve Buscemi)
19. Marjorie (featuring Jackson Browne)
20. The President Wore Pearls medley
21. Glove Slap (featuring B-52's)
22. O Pruny Night
23. America (I Love This Country)
24. America Rules
25. Welcome to Moe's
26. We Are the Jockeys
27. Song of Shelbyville
28. A Star Is Torn medley
29. Who Wants A Haircut? (featuring Baha Men)
30. My Fair Laddy medley
31. Springfield Blows
32. King of Cats
33. Lady (featuring Ricky Gervais)
34. You Make Me Laugh
35. Lady Riff (featuring Ricky Gervais)
36. Poppa, Can You Hear Me?
37. Yokel Chords medley
38. Hullaba Lula (featuring Kelsey Grammer)
39. Song of the Wild Beasts
40. Dancing Workers' Song
41. Oldies and Nudies